# آندس تکنولوژی
آندس تکنولوژی (انگلیسی: Andes Technology) شرکت الکترونیک تایوانی است، که در سال ۲۰۰۵ تأسیس شد.